# Лохър
Ло̀хър (на английски: Loughor; на уелски: Casllwchwr, Каслу̀хур, изговаря се по-близко до Касхлу̀хур) е град в Южен Уелс, графство Суонзи. Градът започва непосредствено до северната част на град Горсейнон. Разположен е около устието на река Лохър на около 40 km на северозапад от столицата Кардиф. Разстоянието до центъра на Суонзи е около 10 km на югоизток от Лохър. Има пристанище. Архитектурна забележителност за града са руините на замъка Лохър Касъл, построен през 1099 г. Населението му е 4991 жители според данни от преброяването през 2001 г.

## Побратимени градове
- Плоермел Франция